# Бішт (одяг)

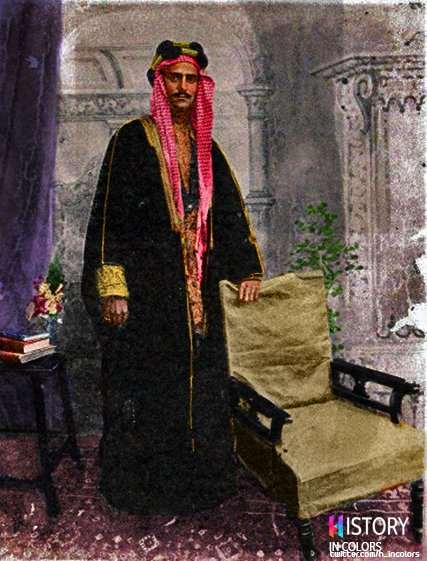
Шейх Гассіб ібн Хазаал, спадкоємний принц емірату Мохаммера, фото 1923

Бішт (араб. بِشْت ; множина: بِشُوت бішут і بْشُوت bshūt), відомий у деяких арабських діалектах як «мішлах» (араб. مِشْلَح) або «абаа» (араб. عَبَاء), традиційний чоловічий плащ, популярний в арабському світі, де його носять вже протягом тисяч років.
Згідно з давніми християнськими та єврейськими малюнками, подібний одяг носили за часів Ісуса жителі Східного Середземномор'я.

## Символ арабської ідентичності
Бішт зазвичай вдягають на урочисті заходи та в особливих випадках, таких як весілля або свята, такі як Ід, або для п'ятничного намазу (Салат аль-Джумуа). Сьогодні його найчастіше можна побачити в країнах Перської затоки.
Його зазвичай носять світські чиновники або духовенство, включаючи вождів племен, королів та імамів.
Це статусний одяг, який асоціюється з королівською владою, релігійним становищем, багатством і церемоніальними подіями, такими як весілля, як смокінг з чорною краваткою на Заході.

## Етимологія
Трилітерний корінь слова bisht широко використовується в семітських мовах, включаючи арабську, і пов'язаний з аккадським bishtu, що означає «шляхетність» або «гідність».
Альтернативна назва ʿabāʾ (араб. عَبَاء) походить від арабського трилітерного кореня ʿAyn — Bāʾ — Wāw, що означає «заповнення».

## Колір
Зазвичай це чорний, коричневий, бежевий, кремовий або сірий колір. Однак є бішти, які виготовляються в таких кольорах, як пурпурний, синій, блакитний та інші.

## Виробництво

оздоблення бішту

Бішт виготовляється з верблюжої шерсті та козячої вовни, які прядуть і сплітають у дихаючу тканину.
Краї бішту можуть бути прикрашений золотою або срібною тасьмою.
Це оздоблення, натхнене місцевими старовинними традиціями, відоме як «зарі», часом виготовляють з шовку та металевих ниток, таких як золото та срібло.

## У масовій культурі
У фіналі Чемпіонату світу з футболу 2022 року емір Катару Тамім бін Хамад Аль Тані наклав бішт на аргентинського капітана Ліонеля Мессі перед тим, як 35-річному гравцеві вручили трофей.